# ソルボロ
ソルボロ（伊: Sorbolo）は、イタリア共和国エミリア＝ロマーニャ州パルマ県ソルボロ・メッツァーニに属する分離集落（フラツィオーネ）。
かつては独立したコムーネであったが、2019年1月1日にメッツァーニと合併して新自治体の一部となった。

## 地理

### 位置・広がり

#### 隣接コムーネ
コムーネとしてのソルボロは、以下のコムーネと隣接していた。括弧内のREはレッジョ・エミリア県 所属を示す。
- ブレシェッロ (RE)
- ガッターティコ (RE)
- メッツァーニ
- パルマ

## 姉妹都市
- Viriat、フランス 2000年